# Владимир Баровић (адмирал)
Владимир Баровић (Бања Лука, 7. новембар 1939 — Вис, 29. септембар 1991) био је контраадмирал ратне морнарице ЈНА који је извршио самоубиство након што је одбио наређење да гранатира хрватске градове.

## Биографија
Баровић је рођен у Бања Луци 7. новембра 1939.године, од оца Црногорца и мајке Словенкиње. Отац му је био генерал Југословенске народне армије и први ратни заповједник Приштине.

## Војна служба
Баровић је првобитно био командант војно-поморског сектора Бококоторски залив, након чега постаје командант војно-поморског сектора Пула. Као командант пулског гарнизона, учествовао је у преговорима око повлачења ЈНА из Пуле. Остао је тада упамћен по изјави: Овдје неће бити разарања док сам ја заповједник, а ако ипак будем присиљен наредити разарање Пуле и Истре, мене тада више неће бити.
Дан након разрјешења са позиције команданта ВПС Пула, постављен је за замјеника команданта војно-поморске области у Сплиту, чије је сједиште било на острву Вис. Дужност је преузео од адмирала Милета Кандића. 
Дана 29. септембра 1991. године добија наређење из генералштаба ЈНА у Београду да отпочне гранатирање по градовима у Далмацији.
Противио се учешћу Југословенске ратне морнарице, црногорских резервиста и одлукама ЈНА о нападима на хрватске градове, тврдећи да су таква дјела супротна црногорској и војничкој части.
Истог дана када је добио наређење, у згради војне болнице извршава самоубиство пуцњем у слијепоочницу и оставља иза себе опроштајно писмо. У писму је навео да се одлучио на часну смрт јер није хтио да ратује против братског хрватског народа и јер се Црногорци не могу борити и уништавати народ који им није ништа скривио,те да је чин агресије ЈНА према Хрватима, чин супротан црногорској части.
Владимир Баровић покопан је у Херцег Новом.
Дана 13. јула 2016. године, поводом Дана државности Црне Горе, црногорски предсједник Филип Вујановић му је посмртно додијелио Орден за храброст због велике храбрости и самопожртвовања учињеног у данима опасности са циљем спашавања људских живота и материјалог добра.